# Diaphorina lycii
Diaphorina lycii är en insektsart som beskrevs av Loginova 1978. Diaphorina lycii ingår i släktet Diaphorina och familjen rundbladloppor.
Artens utbredningsområde är Iran. Inga underarter finns listade i Catalogue of Life.